# DJ Fatte
David Tesař, lépe znám jako DJ Fatte, je český DJ a producent působící v Ty Nikdy. Účinkoval v kapele DeFuckTo do roku 2006, po rozpadu DFT jako člen IdeaFatte (dnes jen IF) a TyNikdy Labelu.

## Diskografie

### Studiová alba
- 1999: Demo 99 (DFT)
- 2002: Pár vět (DFT)
- 2004: Sólo pro dva (DFT)
- 2007: 365 (IF)
- 2008: Mezitím (IF)
- 2009: Plus Mixtape (IF)
- 2009: Doma (IF)
- 2010: Premiéra (Rest)
- 2011: Dočasně nedostupní (IF)
- 2011: Imaginárium naprosto běžných podivností (MC Gey)
- 2011: Což takhle dát si Tesař (instrumental)
- 2012: Fatte No More (instrumental)
- 2012: High and Mighty Ep (Nironic)
- 2013: Soundtrack
- 2013: Střepy (Rest)
- 2014: Opičí král vrací úder (MC Gey)
- 2015: RAP (IF)
- 2016: Rep (IF) EP
- 2016: Stop Play (IF)
- 2016: Short Stories EP (instrumental)
- 2017: Short Stories 2 EP (instrumental)
- 2018: Fade In
- 2019: Daniel & DJ Fatte – EP01
- 2019: No Words Needed (instrumental)
- 2019: Made In Czech (JOHNYBOSS)
- 2022: DJ Fatte & JOHNYBOSS – Reflex
- 2022: DJ Fatte & Regie 257 – Aura
- 2024: DJ Fatte & Regie 257 – Řev

### Mixtape
- 2007: Human Duality
- 2008: Pytla
- 2011: Krupicafaja
- 2012: Rýlové povyražení